# Sandre
国家水务数据与参考系统管理服务（法語：Service d’administration nationale des données et des référentiels sur l’eau），简称Sandre，是法国的一家服务机构，为SIE（Système d’information sur l’eau，法国国家水务信息系统）创建水务数据与参考系统的通用数据语言。 
Sandre是Onema（Office national de l'eau et des milieux aquatiques，国家水务与水环境局）的一个分支机构。它的技术秘书处被委托给OIE（Office International de l'Eau，国际水务局）。   